# René Gilsi
René Gilsi (* 31. Mai 1905 in St. Gallen; † 20. Januar 2002 ebenda) war ein Schweizer Graphiker, Maler und Karikaturist.

## Leben und Werk
René Gilsi war der Sohn des Malers und Radierers Fritz Gilsi (1878–1961). Er besuchte während seiner Schulzeit in St. Gallen ein Gymnasium. Schon damals zeigte sich seine grosse Abneigung gegen Mathematik und Sprachen. Vielmehr interessierte es sich bereits in seiner Kindheit für das Zeichnen, und so machte er nach seinem Abschluss eine Flachmalerlehre. Mit zwanzig Jahren ging er für ein Jahr nach Paris. Danach war er als Zeichner von politischen Karikaturen in der Schweizer Satirezeitschrift Nebelspalter tätig.
Gilsi verbrachte längere Zeit in Wien und war in Zürich und St. Gallen als Graphiker und Karikaturist tätig. Bald fing er auch an, Texte und Verse zu seinen eigenen Zeichnungen zu schreiben. So erschien zum Beispiel 1950 sein Buch Onkel Ferdinand und die Pädagogik und 1964 Manchmal stimmts. In seinen letzten Jahren wendete er sich dem Malen zu und schuf zahlreiche künstlerische Werke.

## Schriften (Auswahl)
- René Gilsi: Onkel Ferdinand und die Pädagogik. Schweizer Spiegel Verlag, Zürich 1950.
- René Gilsi: Manchmal stimmts. 40 teilweise noch aktuelle Zeichnungen und Verse von René Gilsi. Verlag Oprecht, Zürich 1964.